# Konklawe 1370
Konklawe 29-30 grudnia 1370 – konklawe, które po śmierci Urbana V wybrało Grzegorza XI na ostatniego papieża okresu tzw. „niewoli awiniońskiej”.

## Śmierć Urbana V
Od pontyfikatu Klemensa V (1305-1314), a więc od ponad 60 lat, papieże rezydowali w Awinionie nad Rodanem, a nie w ich stolicy biskupiej w Rzymie. Urban V, wybrany w 1362 roku, przez cały swój pontyfikat podejmował wysiłki w celu powrotu papiestwa do Rzymu, napotykał jednak wiele trudności. Po pierwsze, niechętna powrotowi nad Tyber była zdominowana przez Francuzów kuria. Po drugie, długotrwała nieobecność papieży i kurii w Rzymie spowodowała, że terytoria te tylko nominalnie podlegały władzy papieskiej i były pogrążone w anarchii. Sam Rzym stał się podupadłym miasteczkiem liczącym zaledwie 22 tysiące mieszkańców. Władzę na poszczególnych obszarach Państwa Kościelnego sprawowali miejscowi feudałowie lub zbrojni watażkowie. W wielu miastach silne były tendencje republikańskie. Legaci papiescy delegowani do Włoch (najsłynniejszym był Gil Alvarez de Albornoz) z wielkim trudem przywracali porządek i autorytet papieski na tych terenach. W 1367 papież Urban V zdecydował się, wbrew stanowisku kurii, na powrót do Rzymu, jednak na początku 1370 powrócił do Awinionu, nie mogąc poradzić sobie z panującym w mieście chaosem i anarchią. Krótko po powrocie do Awinionu zachorował i 19 grudnia 1370 zmarł w wieku 60 lat.

## Lista uczestników
W konklawe wzięło udział siedemnastu z dwudziestu kardynałów, w tym trzynastu Francuzów, trzech Włochów i jeden Anglik:
- Guy de Boulogne; Kardynał z Boulogne[3] (nominacja kardynalska: 20 września 1342) – kardynał biskup Porto e Santa Rufina; komendatariusz kościołów prezbiterialnych S. Cecilia i S. Crisogono; prymas Świętego Kolegium Kardynałów
- Raymond de Canillac CanReg; Kardynał z Tuluzy[3] (17 grudnia 1350) – kardynał biskup Palestriny; komendatariusz kościoła prezbiterialnego S. Croce in Gerusalemme
- Guillaume de la Sudrie OP; Kardynał z Marsylii[3] (18 września 1366) – kardynał biskup Ostia e Velletri; komendatariusz kościoła prezbiterialnego Ss. Giovanni e Paolo
- Gilles Aycelin de Montaigu; Kardynał z Thérouanne[3] (17 września 1361) – kardynał biskup Tusculum; komendatariusz kościoła prezbiterialnego Ss. Silvestro e Martino
- Philippe de Cabassole; Kardynał z Jerozolimy[3] (22 września 1368) – kardynał biskup Sabiny; komendatariusz kościoła prezbiterialnego Ss. Marcellino e Pietro
- Pierre de Monteruc; Kardynał z Pampeluny[3] (23 grudnia 1356) – kardynał prezbiter S. Anastasia; protoprezbiter Świętego Kolegium Kardynałów; wicekanclerz Świętego Kościoła Rzymskiego
- Jean de Blauzac CanReg; Kardynał z Nîmes[3] (17 września 1361) – kardynał prezbiter S. Marco
- Guillaume d'Aigrefeuille OSB (12 maja 1367) – kardynał prezbiter S. Stefano al Monte Celio; kamerling Świętego Kolegium Kardynałów
- Guillaume de la Jugié; Kardynał Wilhelm[3] (20 września 1342) – kardynał prezbiter S. Clemente; protektor Zakonu Krzyżackiego oraz króla Węgier Ludwika I
- Simon Langham; Kardynał z Anglii[3] (22 września 1368) – kardynał prezbiter S. Sisto
- Bernard du Bosquet (22 września 1368) – kardynał prezbiter Ss. XII Apostoli
- Étienne de Poissy; Kardynał z Paryża[3] (22 września 1368) – kardynał prezbiter S. Eusebio; penitencjariusz większy
- Francesco Tebaldeschi; Kardynał S. Pietro[3] (22 września 1368) – kardynał prezbiter S. Sabina
- Pietro Corsini; Kardynał z Florencji[3] (7 czerwca 1370) – kardynał prezbiter S. Lorenzo in Damaso
- Pierre Roger; Kardynał z Beaufort[3] (28 maja 1348) – kardynał diakon S. Maria Nuova; protodiakon Świętego Kolegium Kardynałów; archiprezbiter bazyliki liberiańskiej i bazyliki laterańskiej; protektor królowej Neapolu Joanny I
- Rinaldo Orsini (17 grudnia 1350) – kardynał diakon S. Adriano; archiprezbiter bazyliki watykańskiej
- Hugues de Saint-Martial (17 września 1361) – kardynał diakon S. Maria in Portico

Pięciu elektorów mianował Klemens VI, czterech Innocenty VI, a pozostałych dziewięciu Urban V.

### Nieobecni
Nieobecnych było trzech kardynałów:
- Angelic de Grimoard CanReg (18 września 1366) – kardynał biskup Albano; komendatariusz kościoła prezbiterialnego S. Pietro in Vincoli; papieski legat i wikariusz Włoch
- Jean de Dormans; Kardynał z Beauvais[3] (22 września 1368) – kardynał prezbiter Ss. IV Coronati; kanclerz królestwa Francji
- Pierre d'Estaing OSB; Kardynał z Bourges[3] (7 czerwca 1370) – kardynał prezbiter S. Maria in Trastevere; rektor księstwa Spoleto

Wszyscy trzej byli Francuzami, a kapelusze kardynalskie otrzymali od Urbana V.
Kamerlingiem Świętego Kościoła Rzymskiego był wówczas Arnaud Aubert, arcybiskup Auch i bratanek Innocentego VI.

## Wybór Grzegorza XI
Konklawe rozpoczęło się 29 grudnia i zakończyło już następnego dnia jednogłośnym wyborem protodiakona Pierre'a Roger de Beaufort, bratanka papieża Klemensa VI (1342-1352), który nie miał jeszcze nawet 40 lat. Elekt początkowo protestował, ostatecznie jednak przyjął wybór i przybrał imię Grzegorz XI. 4 stycznia 1371 przyjął święcenia kapłańskie z rąk kardynała Guy de Boulogne, a następnego dnia w katedrze awiniońskiej Notre-Dame des Doms został konsekrowany na biskupa przez kardynała Guillaume de la Sudrie i koronowany przez nowego protodiakona Rinaldo Orsiniego.